# Vladimír Malý
Vladimír Malý (Checoslovaquia, 27 de junio de 1952) fue un atleta checoslovaco especializado en la prueba de salto de altura, en la que consiguió ser medallista de bronce europeo en 1974.

## Carrera deportiva
En el Campeonato Europeo de Atletismo de 1974 ganó la medalla de bronce en el salto de altura, con un salto por encima de 2.19 metros, siendo superado por el danés Jesper Tørring que con 2.25 m batió el récord de los campeonatos, y por el soviético Kęstutis Šapka (plata también con 2.25 m pero en más intentos).